# Brachypelma aureoceps
Brachypelma aureoceps é uma espécie de aranha pertencente à família Theraphosidae.